# Huta-Studenețka, Snovsk
Huta-Studenețka (în ucraineană Гута-Студенецька) este localitatea de reședință a comunei Huta-Studenețka din raionul Snovsk, regiunea Cernihiv, Ucraina.

## Demografie
Componența lingvistică a localității Huta-Studenețka
     Ucraineană (98,71%)
     Rusă (1,29%)
Conform recensământului din 2001, majoritatea populației localității Huta-Studenețka era vorbitoare de ucraineană (98,71%), existând în minoritate și vorbitori de rusă (1,29%).